# Gonypeta noctivaga
Gonypeta noctivaga är en bönsyrseart som beskrevs av Krauss 1901. Gonypeta noctivaga ingår i släktet Gonypeta och familjen Mantidae. Inga underarter finns listade i Catalogue of Life.